# Clubiona cada
Clubiona cada là một loài nhện trong họ Clubionidae.
Loài này thuộc chi Clubiona. Clubiona cada được Raymond Robert Forster miêu tả năm 1979.